# 溪光尾裙魚
溪光尾裙魚又名溪青脂鯉（學名：Inpaichthys nambiquara or Hasemania nambiquara），為輻鰭魚綱脂鯉目脂鯉亞目脂鯉科的其中一個種，為熱帶淡水魚，分布於南美洲巴西Tapajós河流域，體長可達2.7公分，棲息水淺且清澈、植被生長的溪流，生活習性不明。

## 扩展阅读
- 維基物種上的相關：溪青脂鯉